# Stazione di Kanamachi
La stazione di Kanamachi (金町駅?, Kanamachi-eki) è una stazione ferroviaria di Tokyo situata nel quartiere di Katsushika servita dalla linea Jōban locale della JR East. A poca distanza si trova la stazione di Keisei-Kanamachi delle Ferrovie Keisei.

## Linee
- JR East
  - ■ Linea Jōban (locale)

## Stazioni adiacenti
| «                          | Servizio             | »                    |
| Linea Jōban - Locale       | Linea Jōban - Locale | Linea Jōban - Locale |
| -------------------------- | -------------------- | -------------------- |
| Kameari                    | Locale               | Matsudo              |
| I treni Rapidi non fermano |                      |                      |